# Lutzomyia tejadai
Lutzomyia tejadai är en tvåvingeart som beskrevs av Galati E. A. B., Cáceres A. 1990. Lutzomyia tejadai ingår i släktet Lutzomyia och familjen fjärilsmyggor.
Artens utbredningsområde är Peru. Inga underarter finns listade i Catalogue of Life.